# Trần Văn Mừng
Trần Văn Mừng (sinh 1954) là một chính khách và tướng lĩnh Quân đội nhân dân Việt Nam. Ông từng giữ chức Chỉ huy trưởng Bộ Chỉ huy Quân sự tỉnh Thái Bình, Chủ nhiệm chính trị Quân khu 3, hàm Thiếu tướng. Ông cũng là đại biểu Quốc hội Việt Nam khóa XII, thuộc đoàn đại biểu Thái Bình, Ủy viên Uỷ ban Quốc phòng và An ninh Quốc hội (Việt Nam).